# امیرحسین زهرائی
امیرحسین زهرائی سیاست‌مدار ایرانی بود، که در  دوره بیست و سوم  به‌عنوان نماینده دشت گرگان در مجلس شورای ملی حضور داشت.